# Radstädter Tauern
Radstädter Tauern este o subgrupă muntoasă a Alpilor Orientali Centrali din Austria. Împreună cu Schladminger Tauern, Rottenmanner und Wölzer Tauern și Seckauer Tauern formează grupa muntoasă Niedere Tauern (română Tauernul Mic) al cărei vârf cel mai înalt este Hochgolling (2.862 m), pe când Hohe Tauern (română Tauernul Mare) atinge altitudinea de 3.798 m deasupra n.m. Radstädter Tauern se află pe cursurile superioare ale râurilor Enns și Mur din landul Salzburg. În cadrul lor se află trecătoarea Radstädter Tauernpass (1.738 m; 47°14′N 13°33′E / 47.233°N 13.550°E) care face legătura între Radstadt prin șoseaua B99 și Sankt Michael im Lungau, de unde, prin trecătoarea Katschberg (1.641 m), se ajunge în Carintia. Deasupra trecătorii se află zona sporturilor de iarnă de la Obertauern.